# 無雙 (電影)
《無雙》（英語：Project Gutenberg）是一部2018年香港犯罪懸疑片，以偽鈔為題材，由莊文強編劇及導演，麥兆輝藝術總監，黃斌監製，李忠志任動作指導，周潤發、郭富城主演。获得第38届香港电影金像奖最佳电影、最佳导演和最佳编剧等七个大奖。

## 劇情
偽鈔藝術家李問從泰国被引渡回香港。由何sir帶領的香港警務處正在調查一系列涉及假鈔的謀殺和搶劫案,這些案件都與李問有關,幕後主使是一個只有"畫家"稱號的神秘人物。訊問過程被著名藝術家阮文試圖保釋李問而中斷。雙方達成協議,只要李問透露畫家的身份和犯罪歷史,李問就可以進入證人保護計劃獲釋,於是李問開始講述自己的過去。
在1990年代,李問和阮文是住在溫哥華的戀人,努力銷售自己的藝術作品。阮文的藝術才華最終得到認可,但李問的作品卻被批評只是模仿大師的風格。李問意識到自己的技能,不情願地成為了藝術贗品偽造者以謀生。
李問的作品最終引起了畫家的注意,畫家邀請李問加入他的團隊。李問同意離開加拿大,目標是回來贏得阮文。李問與團隊成功克服了1996年新版美元100元鈔票的安全特徵,但對畫家日益暴力的行為感到不安,尤其是在一次為了顏料而搶劫裝甲車的過程中,畫家因為被一名保安偷襲而憤怒地殺死了所有保安。
帶著他們的假鈔存貨,畫家的團隊前往泰國,與一位被稱為"將軍"的軍閥重新談判合約。畫家透露,他實際上是為了復仇而來,因為他知道是將軍害死了他的父親,於是發動了攻擊。在摧毀將軍的據點的過程中,李問救出了將軍自己的偽鈔專家秀晴。秀晴在康復後加入了畫家的團隊,畫家給了她一本假護照,名字是"阮文"。這時,李問得知阮文已經成為一名成功的藝術家,但也知道她已經訂婚了。
畫家發現他們的下一個假鈔買家是皇家加拿大騎警的臥底。畫家命令李問在交易過程中殺死他,但李問猶豫了,畫家被迫在隨後的搏鬥中殺死了買家。對李問的懦弱感到失望,畫家在隔壁房間裡揭示了被綁架並蒙上眼睛的阮文和她的未婚夫。畫家堅持認為,如果李問真的想讓阮文回到他的生活中,他應該通過殺死她的未婚夫來證明這一點。當李問拒絕時,畫家親自開槍打死了阮文的未婚夫,導致李問與他反目。在隨後的槍戰中,幾乎所有人都被打死,畫家不知去向。李問和秀晴逃到了李問在泰國的新家,他們知道畫家一定會尋求報復。李問最終因偽造文件被泰國警方逮捕,並在人群中注意到畫家,意識到自己被栽贓了這些罪行。
在現實中,李問和阮文被護送到一家酒店。何sir注意到一名警察與李問描繪的畫家相符。那名警察被抓獲並接受審訊,但那個困惑的警察堅稱自己是一名合法的警官,是他開車把李問送到警察總部的。此時,當局意識到他們一直被騙了。
事實證明,雖然李問的敘述大部分是準確的,但"畫家"這個角色不是別人,正是李問自己。真正的阮文目前在中國,而香港的阮文其實是秀晴,她接受了整容手術,看起來像阮文,以掩蓋她受到的燒傷。秀晴對李問有感情,但李問只是把她當作阮文的替身。秀晴後來殺死了阮文的未婚夫,並向泰國當局舉報了李問。李問在監獄裡寫信向秀晴尋求原諒和幫助逃跑。李問和秀晴殺死了看守他們的警衛,乘船逃離香港。
第二天,秀晴告訴李問,她故意在海上兜圈子,他們還在香港。當警察包圍他們時,她宣稱自己厭倦了作為阮文的替身生活,並引爆了船上的一批炸藥。
何sir前往中國拜訪阮文,告知她畫家已死的消息,但阮文冷漠地表示,這不能讓她的未婚夫復活。當被問及是否認識李問的照片時,阮文表示他只是一個鄰居;看來李問與阮文的關係也是編造的,他對她的迷戀不過是陌生人單方面的愛慕。

## 演員
| 演員   | 角色             | 備註 |
| 周潤發 | 吳復生           | 綽號「畫家」 李問編出的偽鈔集團主腦（實際上不存在） |
| 周潤發 | 吳志輝           | 新界南警區警車車長高級警員編號28818 曾負責接載督察何蔚藍及從泰國引渡回港的李問，李問以其樣貌作拼圖，使何蔚藍誤認為「畫家」，進而導致被誤抓。              |
| 郭富城 | 李 問            | 偽鈔集團主腦 落魄畫家，依靠仿冒假畫維生，使用吳復生的身份取代自己於集團的主腦角色，最后在游艇上被吴秀清引爆炸弹同归于尽                                   |
| 張靜初 | 阮 文            | 國寶級畫家 李問之鄰居，被其幻想為自己的女友，自從因捲入李問與吳秀清內訌，丈夫因此遭到殺害，自己則被何蔚藍保護                                             |
| 張靜初 | 吳秀清（整容後） | 金三角將軍的偽鈔專家 在泰國曾遇上李問，曾被其所救，李問為了取代他暗戀的阮文，而安排毀容的她整容為阮文的樣子，舉報李問，使其被拘捕，最後與李問一同同歸於盡 |
| 馮文娟 | 吳秀清（整容前） | 金三角將軍的偽鈔專家 在泰國曾遇上李問，曾被其所救，李問為了取代他暗戀的阮文，而安排毀容的她整容為阮文的樣子，舉報李問，使其被拘捕，最後與李問一同同歸於盡 |
| 廖啟智 | 吳 鑫（鑫叔）    | 偽鈔集團成員（電版專家） 因花假鈔票去購買古董鐘，而被畫家（李問）殺害，全家也一併遇害                                                                     |
| 周家怡 | 何蔚藍           | 督察 與李永哲互相暗戀 |
| 王耀慶 | 李永哲           | 加拿大警察，偽鈔專家，代號馬主教 與何蔚藍互相暗戀，於與李問交收假鈔票模具時，被其殺害                                                                     |
| 孫佳君 | 林麗華（華女）   | 偽鈔集團成員（管家） 企图殺死吳秀清，而被李問殺害 |
| 張松枝 | 王 波（Bobby）   | 偽鈔集團成員（運輸部） 於李問與吳秀清內訌時，而被亂槍殺死                                                                                                 |
| 張建聲 | 沈四海（四仔）   | 偽鈔集團成員（保安部） 於李問與吳秀清內訌時，而被亂槍殺死                                                                                                 |
| 方中信 | 何副處長         | 警務處副處長（行動） 何蔚藍之父 |
| 梁健平 | 力哥             | 警察，何蔚藍督察的下屬 |
| 高捷   |                  | 金三角將軍 |
| 邢佳棟 |                  | 金三角將軍手下 |
| 吳嘉龍 | 駱文             | 畫家經理人 阮文之未婚夫 后在酒店内被李问杀害 |
| 林嘉華 |                  | 畫商 |
| 駱應鈞 | YT               | 大律師 代表阮文（整容後的吳秀清）保釋李問 |

## 票房
中国大陆获得12.73亿元人民币，超越《寒戰II》成為港产片內地票房最高影片，直到2019年8月被《掃毒2天地對決》超越。香港累積票房3440萬港元，成為2018年香港華語片亞軍，仅次于《棟篤特工》。
| 上一届： 《黄金兄弟》 | 2018年中國大陸一周票房冠軍 第40-42週 | 下一届： 《終極戰士：掠奪者》 |
| 上一届： 《毒魔》     | 2018年香港週末票房冠軍 第42週        | 下一届： 《星夢情深》         |

## 爭議
《無雙》被指懷疑有抄襲《非常嫌疑犯》之嫌，其中劇情與鏡頭發現有類似成份。但亦有指只是故事採用了反轉再反轉的敘事方式胎脫於《非常嫌疑犯》，但依然有自己的原創。《非常嫌疑犯》的核心是幕後黑手把警方耍的團團轉，矛盾是幕後黑手的身份。《搏擊會》核心是資本世界對人的分裂，矛盾是兩個主角的觀念衝突。《無雙》核心是人的自我認知和社會對人的認知，矛盾是怎麼造假錢 。結局沒有了《非常嫌疑犯》般的懸念，反而是主角《非常嫌疑犯》式逃脫後，逃不過天網恢恢，迅速被警方包圍。

## 奬項及提名
| 年度   | 颁奖典礼                     | 奖项             | 姓名                                                            | 结果 |
| ------ | ---------------------------- | ---------------- | --------------------------------------------------------------- | ---- |
| 2019年 | 第25屆香港電影評論學會大獎   | 最佳導演         | 莊文強                                                          | 提名 |
| 2019年 | 第25屆香港電影評論學會大獎   | 最佳編劇         | 莊文強                                                          | 提名 |
| 2019年 | 第25屆香港電影評論學會大獎   | 最佳男演員       | 周潤發                                                          | 提名 |
| 2019年 | 第25屆香港電影評論學會大獎   | 最佳女演員       | 周家怡                                                          | 提名 |
| 2019年 | 第25屆香港電影評論學會大獎   | 推薦電影         | 《無雙》                                                        | 獲獎 |
| 2019年 | 第12屆香港電影導演會年度大獎 | 最佳電影         | 《無雙》                                                        | 獲獎 |
| 2019年 | 第12屆香港電影導演會年度大獎 | 最佳導演         | 莊文強                                                          | 獲獎 |
| 2019年 | 香港電影編劇家協會大獎2019   | 推薦劇本獎       | 莊文強                                                          | 獲獎 |
| 2019年 | 第13屆亞洲電影大獎           | 最佳男主角       | 郭富城                                                          | 提名 |
| 2019年 | 第13屆亞洲電影大獎           | 最佳剪接         | 彭正熙                                                          | 提名 |
| 2019年 | 第13屆亞洲電影大獎           | 最佳造型設計     | 文念中                                                          | 提名 |
| 2019年 | 第13屆亞洲電影大獎           | 最佳視覺效果     | 林洪峯                                                          | 獲獎 |
| 2019年 | 第13屆亞洲電影大獎           | 最佳編劇         | 莊文強                                                          | 提名 |
| 2019年 | 第2屆最港電影大獎            | 最港導演         | 莊文強                                                          | 提名 |
| 2019年 | 第2屆最港電影大獎            | 最港電影         | 《無雙》                                                        | 提名 |
| 2019年 | 第2屆最港電影大獎            | 我最喜愛港片     | 《無雙》                                                        | 提名 |
| 2019年 | 第二屆MOVIE6全民票選電影大獎 | 最佳電影         | 《無雙》                                                        | 提名 |
| 2019年 | 第二屆MOVIE6全民票選電影大獎 | 最佳男主角       | 周潤發                                                          | 提名 |
| 2019年 | 第二屆MOVIE6全民票選電影大獎 | 最佳男主角       | 郭富城                                                          | 提名 |
| 2019年 | 第二屆MOVIE6全民票選電影大獎 | 最佳女主角       | 張靜初                                                          | 提名 |
| 2019年 | 第二屆MOVIE6全民票選電影大獎 | 最佳男配角       | 廖啟智                                                          | 提名 |
| 2019年 | 第二屆MOVIE6全民票選電影大獎 | 最佳女配角       | 周家怡                                                          | 獲獎 |
| 2019年 | 第二屆MOVIE6全民票選電影大獎 | 最佳導演         | 莊文強                                                          | 提名 |
| 2019年 | 香港電影我撐場民選大獎2019   | 我最撐電影大獎   | 《無雙》                                                        | 提名 |
| 2019年 | 香港電影我撐場民選大獎2019   | 我最撐男主角     | 周潤發                                                          | 提名 |
| 2019年 | 香港電影我撐場民選大獎2019   | 我最撐男主角     | 郭富城                                                          | 提名 |
| 2019年 | 香港電影我撐場民選大獎2019   | 我最撐女主角     | 張靜初                                                          | 提名 |
| 2019年 | 香港電影我撐場民選大獎2019   | 我最撐男配角     | 廖啟智                                                          | 提名 |
| 2019年 | 香港電影我撐場民選大獎2019   | 我最撐女配角     | 周家怡                                                          | 提名 |
| 2019年 | 香港電影我撐場民選大獎2019   | 我最撐導演       | 莊文強                                                          | 提名 |
| 2019年 | 第38屆香港電影金像獎         | 最佳導演         | 莊文強                                                          | 獲獎 |
| 2019年 | 第38屆香港電影金像獎         | 最佳編劇         | 莊文強                                                          | 獲獎 |
| 2019年 | 第38屆香港電影金像獎         | 最佳電影         | 《無雙》                                                        | 獲獎 |
| 2019年 | 第38屆香港電影金像獎         | 最佳男主角       | 周潤發                                                          | 提名 |
| 2019年 | 第38屆香港電影金像獎         | 最佳男主角       | 郭富城                                                          | 提名 |
| 2019年 | 第38屆香港電影金像獎         | 最佳女主角       | 張靜初                                                          | 提名 |
| 2019年 | 第38屆香港電影金像獎         | 最佳男配角       | 廖啟智                                                          | 提名 |
| 2019年 | 第38屆香港電影金像獎         | 最佳女配角       | 周家怡                                                          | 提名 |
| 2019年 | 第38屆香港電影金像獎         | 最佳攝影         | 關智耀                                                          | 獲獎 |
| 2019年 | 第38屆香港電影金像獎         | 最佳剪接         | 彭正熙                                                          | 獲獎 |
| 2019年 | 第38屆香港電影金像獎         | 最佳美術指導     | 林子僑                                                          | 獲獎 |
| 2019年 | 第38屆香港電影金像獎         | 最佳服裝造型設計 | 文念中                                                          | 獲獎 |
| 2019年 | 第38屆香港電影金像獎         | 最佳動作設計     | 李忠志                                                          | 提名 |
| 2019年 | 第38屆香港電影金像獎         | 最佳原創電影音樂 | 戴偉                                                            | 提名 |
| 2019年 | 第38屆香港電影金像獎         | 最佳原創電影歌曲 | 《Let Us Be The One》 作曲：戴偉 填詞：陳心遙 主唱：Jan Curious | 提名 |
| 2019年 | 第38屆香港電影金像獎         | 最佳音響效果     | Dhanarat Dhitirojana、Kaikangwol Rungsakorn、Sarunyu Nurnsai    | 提名 |
| 2019年 | 第38屆香港電影金像獎         | 最佳視覺效果     | 林洪峯                                                          | 提名 |

## 取景
藍地石礦場水務署、上環荷李活道和水坑口街交界、中環終審法院大樓附近及加拿大溫哥華。

## 外部連結
- 香港影庫上《無雙》的資料（繁體中文）
- 雅虎香港電影上《無雙》的資料（繁體中文）
- 互联网电影数据库（IMDb）上《無雙》的资料（英文）
- 爛番茄上《無雙》的資料（英文）
- 開眼電影網上《無雙》的資料（繁體中文）
- Yahoo奇摩電影上《無雙》的資料（繁體中文）
- 时光网上《無雙》的資料（简体中文）
- 豆瓣电影上《無雙》的資料 （简体中文）